# Lithocarpus pseudovestitus
Lithocarpus pseudovestitus A.Camus – gatunek roślin z rodziny bukowatych (Fagaceae Dumort.). Występuje naturalnie w północnym Wietnamie oraz Chinach (w południowo-zachodniej części Guangdong, południowo-zachodnim Kuangsi, na wyspie Hajnan i w południowo-wschodniej części Junnanu). 

## Morfologia
PokrójZimozielone drzewo dorastające do 25 m wysokości.
LiścieBlaszka liściowa jest skórzasta i ma kształt od lancetowatego do podługowatego. Mierzy 8–18 cm długości oraz 2–4 cm szerokości, jest całobrzega, ma klinową lub zbiegającą po ogonku nasadę i tępy wierzchołek. Ogonek liściowy jest nagi i ma 10 mm długości.
OwoceOrzechy o stożkowatym kształcie, dorastają do 12–15 mm długości i 16–20 mm średnicy. Osadzone są pojedynczo w miseczkach w kształcie talerza, które mierzą 2–5 mm długości i 10–20 mm średnicy. Orzechy otulone są w miseczkach do 10–20% ich długości.

## Biologia i ekologia
Rośnie w wiecznie zielonych lasach. Występuje na wysokości do 1500 m n.p.m. Kwitnie od lutego do marca, natomiast owoce dojrzewają od września do października.